# Gazeta do Povo
Gazeta do Povo (GP) est un journal brésilien basé à Curitiba appartenant au Grupo Paranaense de Comunicação (pt), diffusé à la fois de façon hebdomadaire en format papier et quotidiennement en format numérique. Fondé en 1919, il est considéré comme le plus grand journal et le plus ancien toujours en circulation dans l'État du Paraná.

## Historique
Gazeta do Povo est fondé le 3 février 1919, dans le but de promouvoir le développement du Paraná, par Benjamin Lins et Oscar Joseph de Plácido e Silva (pt).

## Prix
Les journalistes du Gazeta do Povo Katia Brembatti, Karlos Kohlbach, James Alberti et Gabriel Tabatcheik sont récompensés en 2010 par le Prix Esso de journalisme pour leur enquête Diários Secretos, sur le détournement des ressources publiques à l'Assemblée législative de Paraná.
En 2015, l'article Império das Cinzas écrit par Mauri König, Diego Antonelli et Albari Rosa en mars 2014 est finaliste du Global Shining Light Award.